# Finanzrat (Freie Stadt Danzig)
Der Finanzrat war ein Verfassungsorgan der Freien Stadt Danzig.

## Aufgaben
Die Aufgaben des Finanzrates waren in Artikel 56 der Verfassung der Freien Stadt Danzig vom 17. November 1920 geregelt. Danach bedurften folgende Beschlüsse der Zustimmung des Finanzrates:
- neue Steuern;
- Aufnahme von Anleihen und Übernahme von Bürgschaften;
- Ausgaben, für welche noch keine Deckung vorhanden ist, oder für welche die Deckung durch Anleihe erfolgen soll.

Wenn Maßnahmen aus diesem Katalog keine Zustimmung des Finanzrat erhielten, so teilte er dies innerhalb von zwei Wochen dem Senat mit und hatte weitere zwei Wochen Zeit, den Beschluss schriftlich zu begründen. Danach konnte der Volkstag das Votum mit einem erneuten Beschluss übergehen und die strittige Regelung doch in Kraft setzen.

## Zusammensetzung
Der Danziger Finanzrat bestand zunächst zehn, nach dem Änderungsgesetz vom 4. Oktober 1924 aus elf Mitgliedern. Qua Amt gehörte ihm der Vorsitzende des in Steuersachen entscheidenden obersten Gerichtes (dies war das Oberverwaltungsgericht, siehe Gerichte in der Freien Stadt Danzig), der Leiter der Unabhängigen Rechnungsstelle und der Präsident der Bank von Danzig an. Jeweils drei Mitglieder wurden vom Volkstag und vom Senat gewählt. Die Stadtbürgerschaft der Stadt Danzig wählte ein Mitglied. Das letzte Mitglied wurde vom Magistrat der Stadt Zoppot und den Kreisausschüssen der drei Landkreise gewählt.

## Persönlichkeiten
- Ernst Plagemann, Vorsitzender 1929
- Carl William Klawitter, Mitglied